# Дживанян, Овик Ханларович
Овик Ханларович Дживанян (арм. Հովիկ Խանլարի Ջիվանյան; род. 6 января 1972) — армянский политик, депутат Национального собрания непризнанной Нагорно-Карабахской Республики V созыва от партии «Свободная Родина».

## Биография
Родился 6 января 1972 г. в селе Чартар[уточнить] Мартунинского района Нагорно-Карабахской АО Азербайджанской ССР. В 1989 году окончил среднюю школу в селе Чартар. В 1995 году окончил юридический факультет Ереванского государственного университета.
В 1990—1994 годах участвовал в Карабахской войне в качестве командира батальона села Чартар, а затем как замкомандира 2-го оборонительного района. В 1998—1999 годах работал зампрокурора в Гадрутском районе. В 1999—2005 годах работал начальником военной полиции Мартунинского района.
19 июня 2005 годах на выборах в Национальное собрание НКР IV созыва избран депутатом на пропорциональной основе по спискам партии «Свободная Родина». 30 июня на первом пленарном заседании НС был избран заместителем председателя постоянной комиссии по государственно-правовым вопросам. С 13 декабря 2007 года, временно приостановив депутатские полномочия, стал советником премьер-министра НКР.
23 мая 2010 года на выборах в Национальное собрание НКР V созыва переизбран депутатом по пропорциональным спискам партии «Свободная Родина». 10 июня 2010 года был избран заместителем председателя комиссии по государственно-правовым вопросам. Член фракции «Родина».
Награждён орденом Боевого Креста НКР I степени. Женат, имеет 2 детей.